# Боркі-Прусіновські
Боркі-Прусіновські (пол. Borki Prusinowskie) — село в Польщі, у гміні Шадек Здунськовольського повіту Лодзинського воєводства.
Населення — 101 особа (2011).
У 1975-1998 роках село належало до Серадзького воєводства.

## Демографія
Демографічна структура станом на 31 березня 2011 року:
|          | Загалом | Допрацездатний вік | Працездатний вік | Постпрацездатний вік |
| -------- | ------- | ------------------ | ---------------- | -------------------- |
| Чоловіки | 47      | 4                  | 32               | 11                   |
| Жінки    | 54      | 10                 | 27               | 17                   |
| Разом    | 101     | 14                 | 59               | 28                   |